# Cimicoxib
Cimicoxib è un farmaco anti-infiammatorio non steroideo (FANS) appartenente alla famiglia degli inibitori selettivi della COX-2. Come farmaco viene utilizzato in ambito veterinario per la riduzione del dolore da osteoartrite nei cani e per il controllo del dolore secondario ad interventi di chirurgia veterinaria.
Il farmaco è venduto dalla società farmaceutica Vétoquinol con il nome commerciale di Cimalgex, nella forma farmacologica di compresse masticabili da 8, 30 oppure 80 mg.

## Farmacodinamica
Cimicoxib agisce inibendo selettivamente la sintesi delle prostaglandine mediata dall'enzima cicloossigenasi-2 (COX-2). La COX-1 deve essere considerata un enzima costitutivo dei tessuti, che sintetizza prodotti responsabili delle normali funzioni fisiologiche di alcuni organi, ad esempio dello stomaco, dell'intestino, del rene e delle piastrine. I suoi effetti fisiologici includono la protezione gastrica e la facilitazione della filtrazione renale e dell'aggregazione piastrinica. L'isoforma COX-2 dell'enzima ciclossigenasi vede invece aumentare la propria concentrazione in risposta a stimoli pro-infiammatori. La COX-2 è ritenuta la principalmente responsabile della sintesi dei prostanoidi (prostaglandine, trombossani e prostacicline) i quali causano dolore, essudazione, infiammazione e febbre.
I metaboliti determinati dall'azione della COX-2 sono anche coinvolti nell'ovulazione, nella fase di impianto della gravidanza e nella chiusura del dotto arterioso. Cimicoxib con la sua azione possiede pertanto proprietà analgesiche e antinfiammatorie.

## Farmacocinetica
Dopo somministrazione per via orale nel cane, cimicoxib è rapidamente assorbito dal tratto gastrointestinale e il picco della concentrazione plasmatica (Cmax) viene raggiunto in circa 2 ore (Tmax)
La biodisponibilità dopo assunzione orale è di circa il 40-50%. La somministrazione della molecola con il cibo abbrevia sensibilmente il tempo necessario a raggiungere il picco di concentrazione, ma non sembra  influire in modo clinicamente significativo sulla biodisponibilità.

## Usi veterinari
- Cane

Trova indicazione nel trattamento del dolore e dell'infiammazione correlati ad osteoartrite e nella gestione e controllo del dolore peri-operatorio che fa seguito ad interventi chirurgici di tipo ortopedico e sui tessuti molli.

## Effetti collaterali ed indesiderati
In corso di trattamento con cimicoxib sono stati riportati disturbi gastrointestinali quali vomito e/o diarrea, feci sanguinolente ed in casi più rari gastrite acuta, ulcera peptica ed emorragie gastrointestinali. In alcuni animali sono state riscontrate anoressia, perdita di peso e letargia. Più raramente si possono verificare alterazioni della funzionalità epatica e renale.

## Controindicazioni
Cimicoxib non deve essere utilizzato in animali con ipersensibilità nota al principio attivo oppure ad uno qualsiasi degli eccipienti utilizzati nella formulazione farmaceutica. Non deve essere utilizzato in cani affetti da disturbi gastrointestinali, ulcera peptica od emorragia gastrointestinale attiva.
Ne è sconsigliato l'uso in associazione con farmaci corticosteroidi oppure con altre molecole antinfiammatorie non steroidei (FANS). È controindicato in animali riproduttori, in stato di gravidanza oppure che allattino così come in animali con meno di 10 settimane di vita

## Dosi terapeutiche
Cimicoxib può essere somministrato all'animale sia con il cibo che a digiuno. Nella maggior parte dei casi, grazie ad aromi aggiunti alla formulazione, si registra un'assunzione volontaria del farmaco da parte del cane. 
La dose raccomandata è pari a 2 mg/kg di peso del cane, una sola volta al giorno.
Nel caso di utilizzo per la gestione del dolore da interventi chirurgici è indicato somministrare una dose 2 ore prima dell'intervento e quindi far seguire un trattamento della durata di 3-7 giorni, a giudizio del veterinario. In caso di trattamento del dolore e dell'infiammazione associati all'osteoartrite la terapia può essere prolungata per alcuni mesi. Non è comunque consigliato oltrepassare i 6 mesi di trattamento.

## Gravidanza e allattamento
Il farmaco non deve essere utilizzato in cagne riproduttrici, in gravidanza o durante allattamento. Studi sperimentali su animali da laboratorio (ma non sui cani) hanno dimostrato effetti negativi sulla fertilità e sullo sviluppo del feto.